# Benedikt Mayr (Freestyle-Skier)
Benedikt Mayr (* 14. März 1989) ist ein deutscher Freestyle-Skier.
Benedikt Mayr startet für den TSV Unterhaching. Zunächst betrieb er die Buckelpisten-Variante des Sports. Nachdem er sich im Alter von 16 Jahren das Kreuzband riss, wechselte er nach der Genesung zum Slopestyle. Schon 2008 wurde er wie erneut 2010 zum „Freeskier of the Year“ des gesamten deutschsprachigen Raums gewählt. Bei den Weltmeisterschaften 2011 in Park City wurde er 41. und damit drittletzter der platzierten Starter, 2013 wurde er in Myrkdalen 25. der Weltmeisterschaft. Im Allgemeinen beteiligt sich Mayr nicht an den von der FIS organisierten Wettbewerben, dennoch trat er, um sich für die Olympischen Winterspiele 2014 in Sotschi zu qualifizieren, in der Saison 2013/14 mehrfach im Weltcup an. Sein erstes Rennen bestritt er 2013 in Copper Mountain und wurde dort 14. Es war zugleich seine bislang beste Platzierung in der Rennserie.
Mayr qualifizierte sich vermeintlich schon sehr früh für die Olympischen Spiele von Sotschi. Vorgabe des internationalen Verbandes war eine Platzierung unter den besten 30 der Gesamtwertung, die Mayr das Jahr über hielt. Beim letzten vorolympischen Wettkampf in Gstaad rutschte er als 36. aus dieser Wertung. Auch verlor Deutschland seinen Quotenplatz aufgrund der schlechten Platzierung der Deutschen. Mayr war nun auf der Nachrückerliste, auf der er mit derselben Punktzahl wie zwei andere Athleten stand. Nachdem ein anderer Freestyler dieses Trios für die Spiele nominiert wurde, legte der deutsche Verband Protest ein, dem stattgegeben wurde. Mayr erhielt daraufhin wie seine beiden Konkurrenten einen der freien Quotenplätze.
Seit April 2020 betreibt er den Podcast „Reden am Limit“ mit Daniel Abt und Mitja Lafere.

## Trivia
2016 trat Mayr in der Fernsehsendung Dance Dance Dance bei RTL mit Philipp Boy als Tanzpartner auf.